# Morcego-de-savi
Hypsugo savii é uma espécie de morcego da família Vespertilionidae. Pode ser encontrada na Europa, Norte da África, e sudoeste e centro da Ásia.